# San Martino di Lupari 2008-2009
La stagione 2008-2009 dell'A.S.D. San Martino di Lupari ha visto la squadra impegnata nel campionato di Serie A2.

## Piazzamenti
La squadra si è classificata al 13º posto nel girone nord; ha preso così parte ai playout, vinti 2-0 nella serie di semifinale contro la Cantina Sociale Broni.

## Rosa
|    | Naz.                | Ruolo | Sportivo             | Anno | Alt. |  |  |
| -- | ------------------- | ----- | -------------------- | ---- | ---- |  |  |
| 5  | Italia (bandiera)   | P     | Erika Bolletta       | 1980 | 164  |  |  |
| 6  | Italia (bandiera)   | A     | Nausica Fassina      | 1990 | 178  |  |  |
| 7  | Italia (bandiera)   | P     | Francesca Dotto      | 1993 | 169  |  |  |
| 8  | Italia (bandiera)   | A     | Veronica Girolimetto | 1990 | 174  |  |  |
| 9  | Italia (bandiera)   | G     | Valentina Stoppa     | 1985 | 172  |  |  |
| 10 | Italia (bandiera)   | C     | Francesca Biral      | 1979 | 186  |  |  |
| 11 | Italia (bandiera)   | A     | Stefania Costa       | 1985 | 174  |  |  |
| 13 | Italia (bandiera)   | G     | Lisa Cignarale       | 1977 | 172  |  |  |
| 13 | Italia (bandiera)   | A     | Luci Ferri           | 1985 | 182  |  |  |
| 14 | Germania (bandiera) | C     | Juliane Höhne        | 1983 | 189  |  |  |
| 15 | Italia (bandiera)   | A     | Alice Palliotto      | 1986 | 180  |  |  |
| 16 | Italia (bandiera)   | C     | Elena Ebrini         | 1990 | 180  |  |  |
| 18 | Italia (bandiera)   | G     | Alessia Cattapan     | 1990 | 173  |  |  |
| 19 | Italia (bandiera)   | P     | Caterina Dotto       | 1993 | 165  |  |  |